# 永寧道
永寧道（えいねい-どう）は中華民国北京政府により設置された四川省の道。

## 沿革
1913年（民国2年）2月7日、下川南道として成立、観察使は宜賓県に設置され、下部に宜賓、瀘県、慶符、富順、南渓、長寧、高県、筠連、珙県、興文、隆昌、屏山、馬辺、合江、納渓、江安、資中、仁寿、資陽、井研、内江、叙永、雷波、古宋、古藺の25県を管轄した。1914年（民国3年）5月23日に永寧道と改称、観察使も道尹と改められ瀘県に移転した。1930年（民国19年）5月に廃止されている。

## 行政区画
廃止直前の下部行政区画は下記の通り。（50音順）
- 筠連県
- 宜賓県
- 珙県
- 慶符県
- 高県
- 江安県
- 合江県
- 興文県
- 古宋県
- 古藺県
- 資中県
- 資陽県
- 叙永県
- 仁寿県
- 井研県
- 長寧県
- 内江県
- 南渓県
- 納渓県
- 馬辺県
- 富順県
- 屏山県
- 雷波県
- 隆昌県
- 瀘県